# Cosmoconus ceratophorus
Cosmoconus ceratophorus är en stekelart som först beskrevs av Thomson 1888.  Cosmoconus ceratophorus ingår i släktet Cosmoconus och familjen brokparasitsteklar. Arten är reproducerande i Sverige. Inga underarter finns listade i Catalogue of Life.